# توماس وایتکوس
توماس وایتکوس (لیتوانیایی: Tomas Vaitkus؛ زادهٔ ۴ فوریهٔ ۱۹۸۲) دوچرخه‌سوار اهل لیتوانی است.
از باشگاه‌هایی که در آن بازی کرده‌است می‌توان به آژ۲آر لا موندیال، تیم آستانه، و تیم آستانه، و تیم اوریکا–اسکات اشاره کرد. وی در مسابقات مهمی همچون بازی‌های المپیک تابستانی ۲۰۰۴، تور دو فرانس ۲۰۱۱ و جیرو دیتالیا ۲۰۰۶ شرکت کرده است.